# Ureche
Urechea este organul de auz al vertebratelor, la mamifere fiind și organ de simț al echilibrului. Termenul se poate referi la întreg sistemul responsabil pentru colectarea și procesarea primitivă a sunetului (începutul sistemului auditiv), sau doar la partea vizibilă a acestuia. Nu toate animalele au urechi în aceeași zonă a corpului.
Mamiferele, inclusiv omul, au două urechi, dispuse pe fiecare parte a capului.

Anatomia urechii umane.

## Structură
Urechea externă este partea externă a urechii. Partea vizibilă a urechii, numită pavilion sau concă auriculară, captează undele sonore din aer și le transmite prin canalul auditiv spre urechea interioară. Multe mamifere pot să-și miște pavilionul pentru a-și concentra auzul într-o anumită direcție, la fel cum fac cu ochii. Oamenii și-au pierdut această abilitate. Trecând prin canalul auditiv, undele sonore pun în mișcare membrana timpanică aflată pe intrarea urechii medii. 
Urechea medie este delimitată spre exterior de membrana timpanică. În cavitatea acesteia se află trei oscioare, fiecare dintre ele cu o formă caracteristică (ciocănaș, nicovală, scăriță).
Mamiferele sunt unicele ființe care au trei oase în ureche. Nicovala (incus) și scărița (stapes) provin din oasele maxilarului, și permit o detecție mai delicată a sunetului.
Vibrațiile membranei timpanice se transmit mai întâi la ciocănaș, apoi la nicovală și scăriță, iar de acolo la fereastra ovală, situată la limita dintre urechea medie și cea internă.
Oscioarele transmit vibrațiile prin membrana ferestrei ovale în fluidul din urechea interioară. 
Urechea medie este cavernoasă. Dacă animalul ajunge într-un mediu cu altitudine ridicată, sau sare în apă, se va stabili o diferență de presiune între urechea medie și mediul înconjurător. Această presiune expune timpanul la riscul de a se sparge dacă nu este depresurizat. Acesta este unul dintre rolurile trompei lui Eustachio, prin intermediul căreia urechea medie comunică cu cavitatea nazală (faringe).
Urechea internă cuprinde atât organul de auz (cochilia sau melcul), cât și aparatul vestibular, un organ de echilibru format din trei canale semicirculare și vestibul.
Cochilia este o cavitate umplută cu endolimfă, un lichid fluid care primește undele sonore transmise din aer prin urechea externă și medie. Cochilia are o formă spiralată și conține membrana bazilară, a cărei rezonanță este diferită pe lungimea sa, depinzând de frecvența undelor sonore.
La suprafața membranei bazilare se află un strat celular cunoscut sub numele de organul lui Corti, care este format din celule senzoriale (cili). Vibrațiile care trec prin canalul cochiliar pun în mișcare membrana bazală și cea tectorială, care vor acționa asupra cililor (celule senzoriale). Din aceste celule vor porni semnalele către creier, unde acestea din urmă vor fi transformate în senzații auditive.

## Organe de auz la animale din alte clase decât mamiferele
Păianjenii au păr pe picioare, care îi ajută să detecteze sunetele.
Urechile reptilelor au doar un oscior (ciocănașul), spre deosebire de cele ale mamiferelor, care au trei.

## Boli ale urechii și sistemului auditiv
Problemele cu urechea sau sistemul de procesare al undelor sonore în creier pot conduce la asurzire.
- Asurzire
- Boala Ménière
- Dereglări de echilibru
- Infecții ale urechii
- Otită
- Otoscleroză
- Sindromul Usher

## Legături externe
- Materiale media legate de ureche la Wikimedia Commons